# ديك إنرايت
ديك إنرايت (بالإنجليزية: Dick Enright)‏ هو لاعب كرة قدم أمريكية أمريكي، ولد في 1935.